# Гелена Тарґарієн
Гелейна Таргарієн — персонаж вигаданого світу, зображеного в серії книг «Пісня льоду й полум'я» Джорджа Мартіна, донька короля Візеріса Тарґарієна та сестра-дружина короля Ейгона з валірійської династії Тарґарієнів. Один із героїв книги «Полум'я та кров» та телесеріалу «Дім Дракона».